# Nemo (Franse band)
Nemo is een Franse muziekgroep rondom de gitarist Jean Pierre Louveton en toetsenist Guillaume Fontaine. De band speelt progressieve rock met Franstalige zang. De groep ontstond rondom de eeuwwisseling en ontwikkelde zich binnen een aantal jaren tot een van de belangrijkste vertegenwoordigers van het genre binnen de Franstalige gebieden en langzamerhand ook daarbuiten. De doorbraak van Nemo volgde met het tweetal gekoppelde conceptalbums SI partie 1 en SI partie 2. Ze ontwikkelde zich verder met Barbares, geen conceptalbum, maar een album met een centraal thema. De genoemde albums worden vergeleken met het beste werk van Ange, de trendsetter binnen de Franse progressieve rock. De band is genoemd naar Kapitein Nemo, die over de gehele wereld vermaard werd als bemind antiheld uit het boek Twintigduizend mijlen onder zee van Jules Verne. Het bereik van Nemo blijft relatief klein. De albums worden uitgegeven door Quadrifonic, een eigen platenlabel, maar zijn wel overal te koop.

## Discografie
- 2002: Les nouveaux mondes (opnieuw verschenen in 2007)
- 2003: Présages
- 2004: Prélude à la ruine (met single Eve)
- 2005: Immersion publique
- 2006: SI partie I
- 2007: SI partie II
- 2008/2009: Barbares
- 2010: La machine à remonter le temps
- 2011: R€volu$ion
- 2013: Le ver dans le fruit